# Bernadett Ferling
Pour les articles homonymes, voir Ferling.
Bernadett Ferling, née le 13 juillet 1977 à Tatabánya, est une handballeuse internationale hongroise, évoluant au poste de demi-centre.

## Palmarès

### Club
Compétitions internationales
- vainqueur de la Ligue des champions en 1999
- Coupe de l'EHF
  - vainqueur en 1998
  - Finaliste en 2003
- vainqueur de la Supercoupe d'Europe en 1999

Compétitions nationales
- vainqueur du Championnat de Hongrie en 1998, 1999, 2001, 2003, 2004
- vainqueur de la Coupe de Hongrie en 1998, 1999, 2000, 2002, 2004
- vainqueur du Championnat d'Autriche en 2002, 2003 et 2004
- vainqueur de la Coupe d'Autriche en 2002, 2003 et 2004

### Sélection nationale
Jeux olympiques
- 5e place aux Jeux olympiques de 2004
- médaille d'argent aux Jeux olympiques de 2008

Championnat du monde
- médaille d'argent au Championnat du monde 2003
- médaille de bronze au Championnat du monde 2005
- 8e place au Championnat du monde 2005

Championnat d'Europe
- médaille de bronze au Championnat d'Europe 2004
- 5e place au Championnat d'Europe 2006